# Chirita caliginosa
Chirita caliginosa är en tvåhjärtbladig växtart som beskrevs av Charles Baron Clarke. Chirita caliginosa ingår i släktet Chirita och familjen Gesneriaceae. Inga underarter finns listade i Catalogue of Life.